# 阮攀龍
阮攀龍（發音：[ŋwiən˦ˀ˥ faːn˧˧ lawŋ͡m˧˧]；1889年—1960年7月16日），也譯作阮潘龍、阮蟠龍、阮蟠隆，越南作家、教育家、報業家和政治家，1950年1月至4月任越南國第二任總理（首任總理由國家元首保大兼任）。
阮攀龙來自越南南方的一個地主家庭，1889年出生於越南北方。早年投身於辦學、辦報事業。越南國成立後，曾出任外交總長。1950年，阮攀龍被國家元首保大任命爲越南国總理，然而僅僅三個月後他就在法國人的壓力下被迫辭職，由亲法政客陈文友繼任。晚年阮攀龍在西貢過着低調的生活，直至1960年7月16日因病去世。

## 早年經歷
1889年，阮攀龍出生於越南北方的河內（一说南定），他的父母是南圻人。曾在河內阿爾貝·薩羅學校學習。
阮攀龍跟隨父親回到南方後，開始辦報和開辦學校。他開設的阮攀龍中學，會聚了許多名人作爲教員，如謝秋收、裴世美和裴光昭等。
阮攀龍與裴光昭等人合作，組成了溫和改良派政黨印度支那立憲黨。30年代，由於阮攀龍反對裴光昭與法國人走得過近，兩人分道揚鑣。1945年9月，裴光昭在西貢被越盟殺害。

## 高台教

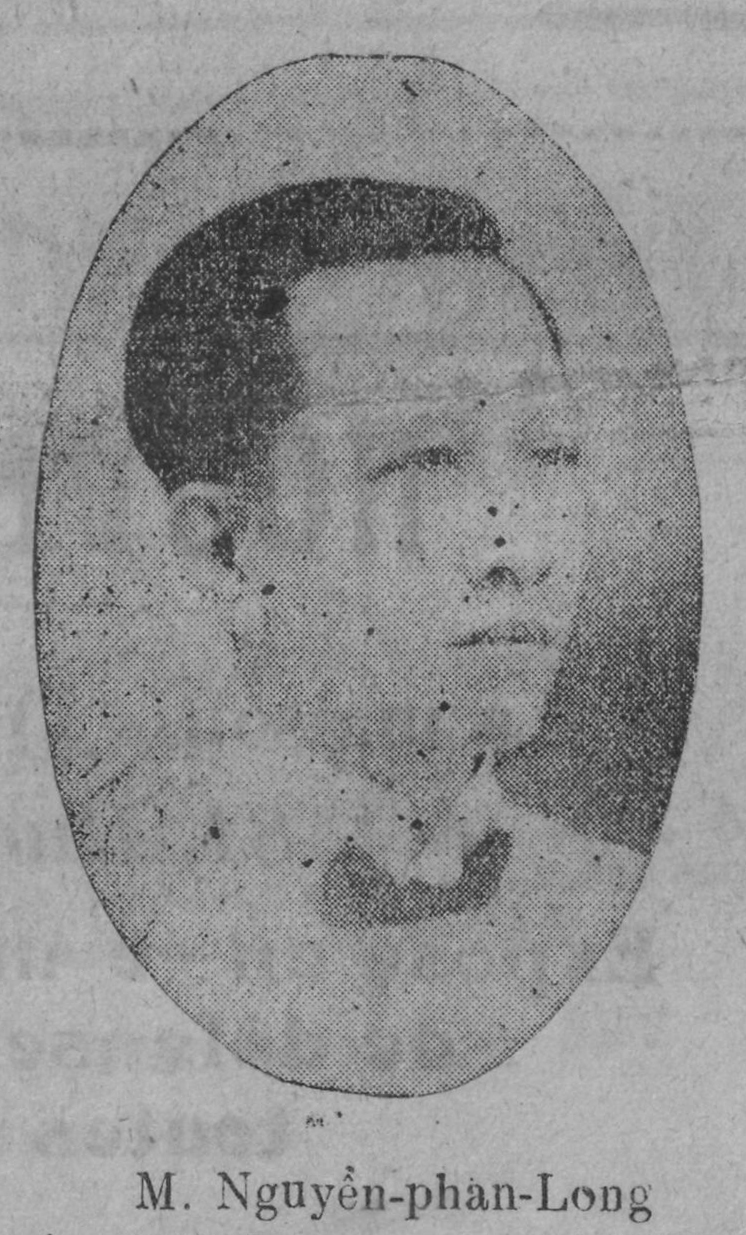
1928年《傳響越南》報上刊登的阮攀龍肖像

1936年高臺大道聯盟（Cao Đài Đại Đạo Liên Đoàn）成立，不久後改名爲聯合總會。1937年，阮攀龍被選爲聯合總會總長。

## 出任總理
1949年7月1日，根據1-CP號敕令，國家元首保大兼任總理的新政府成立，阮攀龍出任越南國首位外交總長。
1950年1月5日，國家元首兼總理保大通告自己的內閣，自己即日起只任越南國國家元首一職，而不再擔任總理，這也意味着該屆政府自動解散。同一天，保大召見了阮攀龍，並指派他成立新政府。1950年1月21日，國長保大發佈6/QT號敕令，指定阮攀龍爲越南總理兼外交和內務總長。

### 內閣成員
1950年1月22日，阮攀龍政府的要員們在大叻呈見了國長保大。在阮攀龍政府中，一些來自大越國民黨的親美人物取代了前屆政府中的一些親法人物。
內閣成員如下表：
| 序号 | 姓名   | 职位                 |
| ---- | ------ | -------------------- |
| 1    | 阮攀龍 | 首相兼外交和內務總長 |
| 2    | 阮克衛 | 司法總長             |
| 3    | 潘輝括 | 副總理兼國防總長     |
| 4    | 楊進材 | 財政總長             |
| 5    | 王光讓 | 國家教育總長         |
| 6    | 黎光輝 | 工作、交通與建設總長 |
| 7    | 丁春廣 | 總理府部長           |
| 8    | 黎升   | 外交部長             |
| 9    | 陳文指 | 農業部長             |
| 10   | 武維賞 | 衛生部長             |
| 11   | 黃貢   | 工商業部長           |
| 12   | 黎文午 | 社會與勞動部長       |
| 13   | 阮宗環 | 青年與體育部長       |
| 14   | 黃文仲 | 政府祕書長           |

### 總理任期

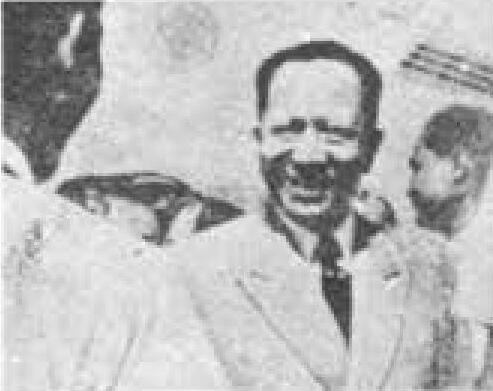
阮攀龍

阮攀龍執政期間，堅持主張美國的經濟和軍事援助必須直接被送到越南，法國當局無權過問越南政府对美国援助的管理。他毫不掩飾建立屬於越南自己的軍隊的願望。
1950年3月23日，三位大越國民黨籍的總長和部長，國防總長潘輝括、外交部長黎升和青年和體育部長阮宗環，退出了阮攀龍政府。他們批評阮攀龍對於共產主義模棱兩可的態度，並說他（阮攀龍）正中「極端民族主義者們」的下懷。
阮攀龍政府時期，全國的基層行政組織漸漸得以完善。1950年4月15日，國家元首保大簽署第33-QT號敕令，設立包括了越南北部和中部高原在內的皇朝疆土。

### 被迫辭職
在就任越南國總理僅僅三個月後的1950年4月27日，阮攀龍在法國高級專員的壓力下辭職，保大委任陳文友組建新政府。雖然表面上法國人要求阮攀龍辭職是爲了建立“一個可以控制的政府”，事實上阮攀龍並沒有機會施展自己的能力。5月6日，根據第37號勅令，陳文友政府成立，阮攀龍政府中的一些親美官員被具有親法思想的官員所替代。

## 晚年
卸任後，阮攀龍不再活躍於報業和政界，他回歸了教職和自由文字工作，不過仍擔任了1953年10月中旬召開的國會的代表。
阮攀龍對1955年吳廷琰舉行的罷黜保大帝的公民投票持反對態度。
1960年7月16日，阮攀龍因中風病逝，享壽72歲。

### 引用
1. ↑  黄文欢 1951.
2. ↑  罗敏 2015.
3. 1 2  人民日报 1955.
4. ↑  南洋商报 1950，第2頁.
5. ↑  Phương Lan Bùi Thế Mỹ 1970，第214頁.
6. 1 2 3  Lockhart & Duiker 2006，第273頁.
7. 1 2 3  Committee on Foreign Relations 1954，第43頁.
8. ↑  Best 2003，第312頁.
9. 1 2  Phương Lan Bùi Thế Mỹ 1970，第215頁.
10. ↑  Hứa Hoành 2002.
11. ↑  Le Caodaïsme 2012.
12. ↑  HUỆ KHẢI 2017，第12頁.
13. ↑  Đoàn Thêm 1966，第56頁.
14. 1 2  The Times 1950a，第3頁.
15. ↑  Đoàn Thêm 1966，第64頁.
16. ↑  Trần Gia Phụng 2009，第309頁.
17. 1 2  Đoàn Thêm 1966，第65-66頁.
18. 1 2  Đinh Thị Thu Cúc 2017，第332頁.
19. 1 2  The Times 1950b，第5頁.
20. 1 2  密勒氏评论报 1950，第174頁.
21. ↑  Hammer 1966，第273頁.
22. ↑  Đoàn Thêm 1966，第69頁.
23. 1 2  Hammer 1966，第274頁.
24. ↑  Associated Press 1950，第35頁.
25. 1 2  Trần Gia Phụng 2009，第310頁.
26. 1 2  纽约时报 1960，第29頁.
27. ↑  Đoàn Thêm 1966，第70頁.
28. ↑  Central Intelligence Agency 1950.
29. ↑  Đoàn Thêm 1966，第71頁.
30. ↑  Đinh Thị Thu Cúc 2017，第334頁.
31. 1 2  Justin 2014，第202頁.
32. ↑  Dalloz 2006.

### 來源

#### 书籍
- Lockhart, Bruce M.; Duiker, William J. . Scarecrow Press. 2006-02-27  [2022-09-20]. ISBN 9780810865051. （原始内容存档于2022-09-22） （英语）.
- Đinh Thị Thu Cúc. . 河内: Nhà xuất bản Khoa học Xã hội. 2017 （越南语）.
- 罗敏. . . 社会科学文献出版社. 2015. ISBN 9787509772973 （中文（中国大陆））.
- Phương Lan Bùi Thế Mỹ.  (pdf). 西貢. 1970  [2022-09-19]. （原始内容存档 (PDF)于2022-09-19） （越南语）.
- Committee on Foreign Relations. . United States Government Printing Office. 1954-10-15  [2022-09-19]. （原始内容存档于2022-09-19） （美国英语）.
- HUỆ KHẢI.  (PDF). 河內市: Nhà xuất bản Hồng Đức. 2017  [2022-06-28]. ISBN 978-604-89-1427-1. （原始内容存档 (PDF)于2022-09-19） （越南语及英语）.
- Đoàn Thêm. . 1966  [2022-09-19]. （原始内容存档于2022-07-15） （越南语）.
- Central Intelligence Agency.  (pdf). Weekly Summary (U.S. Government Publishing Office). 1950-04-21, (99): 12-13  [2022-09-20]. （原始内容存档 (PDF)于2022-06-27） （美国英语）.
- Dalloz, Jacques. . 阿尔芒·科兰出版社（法语：Armand Colin）. 2006 （法语）.
- Justin, Corfield. . Anthem Press. 2014: 202  [2022-06-18]. ISBN 9781783083336. （原始内容存档于2022-09-19） （英语）.
- Hammer, Ellen J. . Stanford, California: Stanford University Press. 1966 [1954,1955]  [2022-09-21] （英语）.
- Trần Gia Phụng. . 多倫多: Nhà Xuất Bản Non Nước. 2004  [2022-09-24]. ISBN 9780981024318 （越南语）.
- Best, Antony. . Univetsity Publications of America. 2003  [2022-09-30]. ISBN 9781556557682. （原始内容存档于2022-09-30） （英语）.

#### 研究
- Chonchirdsin, Sud. . Journal of Southeast Asian Studies (Cambridge University Press). 1999,. vol. 30 (no. 2): 338-346  [2022-09-20]. （原始内容存档 (PDF)于2022-09-24） –JSTOR （英语）.

#### 新闻
- 黄文欢. . 人民日报. 1951-09-02  [2022-09-20]. （原始内容存档于2022-06-20） （中文（中国大陆））. 越奸黎文获、阮文春、阮攀龙之流继而先后垮台。
- . 人民日报. 1955-10-23  [2022-09-20]. （原始内容存档于2022-09-24） （中文（中国大陆））. 南越统治阶级内部人士，如前南越总理阮蟠龙等也在西贡发表宣言，指斥吴庭艳的公民投票“没有任何政治价值”。
- . 南洋商报. 1950-02-16: 2  [2022-09-20]. （原始内容存档于2022-09-19） （中文（新加坡））.
- . 纽约时报 (New York, N.Y.). 1960-06-19: 29  [2022-09-20]. ISSN 0362-4331. （原始内容存档于2022-09-24） –ProQuest （美国英语）.
- . The China Weekly Review (上海). 1950-05-06: 174  [2022-09-20]. （原始内容存档于2022-09-24） （英语）.
- . The Times (51582) (倫敦). 1960-01-06  [2022-09-20]. （原始内容存档于2022-09-24） （英国英语）.
- . The Times (51677) (倫敦). 1950-04-28: 5  [2022-09-20]. （原始内容存档于2022-09-24） （英国英语）.
- Associated Press. . New York Times. 1950-03-26: 35  [2022-09-21]. （原始内容存档于2022-09-24） （英语）.

#### 網站
- Hứa Hoành. . Vietnam Daily News. 2002-01-23  [2022-09-20]. 原始内容存档于2022-09-24 （越南语）.
- . Le Conseil Sacerdotal du Caodaisme. 2012-05-18  [2022-09-30]. （原始内容存档于2021-08-05） （法语）.

| 官衔          | 官衔                                            | 官衔          |
| ------------- | ----------------------------------------------- | ------------- |
| 前任： 保大帝 | 越南國總理 1950年1月－1950年4月                 | 繼任： 陳文友 |
| 前任： 武玉盞 | 越南國內務總長 1950年1月－1950年4月             | 繼任： 陳文友 |
| 前任： 新設立 | 第1任越南國外交總長 1949年7月1日－1950年1月21日 | 繼任： 陳文友 |